# Mononegavirales
Els Mononegavirales són un ordre de virus comprenent espècies que tenen un genoma d'ARN  no segmentat, de sentit negatiu.

## Famílies
- Bornaviridae (virus de la malaltia de Borna)
- Rhabdoviridae (per exemple el virus de la ràbia)
- Filoviridae (per exemple el virus Marburg i el virus d'Ebola)
- Paramyxoviridae (per exemple el virus de la malaltia de Newcastle, el virus del xarampió)

Un nombre important de malalties humanes, (per exemple la parotiditis i la ràbia) i altres d'emergents (la febre hemorràgica de l'Ebola, la malaltia de Borna, el virus Hendra i el virus Nipah) són causades per virus d'aquest ordre.

## Estructura
Els virions posseeixen un embolcall i un nucleoide helicoidal amb una polimerassa RNA-depenent (RDRP) i un ARN genòmic. El genoma conté 6-10 gens, encara que un procés conegut com a edició d'ARN permet un gran nombre de productes gènics.

## Cicle de vida

### Entrada
Les partícules virals entren a la cèl·lula per enllaçar-se a un receptor de cèl·lula superficial (per exemple l'àcid siàlic) i indueix la fusió entre l'embolcall viral i la membrana cel·lular. En el citoplasma, la partícula es descobreix, llançant el genoma.

### Síntesi de l'ARNm
La seqüència genètica és de sentit negatiu, això és que no codifica proteïnes. Les seqüències complementàries han de primer transcriure´s amb una polimerasa ARN depenent (RDRP). Això dona al genoma per produir proteïnes que requereix el virió a transportar el RDRP amb ell dins de la cèl·lula. Això és en contrast amb les races de virus positives que poden sintetitzar RDRP una vegada dins de la cèl·lula.
El RDRP llançat de la partícula viral s'uneix a l'únic promotor de seqüències al terç final del genoma i comença la transcripció. El RDRP pausa en els buits entre cada gen, llançant l'ARNm completat. La traducció pot tant acabar o continuar transcrivint el següent gen. Això crea una polaritat en la transcripció, on els gens tanquen el terç final del genoma, transcrivint en la màxima abundància, mentre els del 5è final estan preparats per ser transcriptors, des del RDRP hi ha més oportunitats d'acabar. Col·locant els gens en ordre d'abundància de major a menor, el virus rs capaç d'usar aquesta polaritat com una forma de regulació transcripció. En conseqüència, molts genomes comencen amb el gen per a la proteïna del nucleocàspsid i finalitzen amb el gen per RDRP.

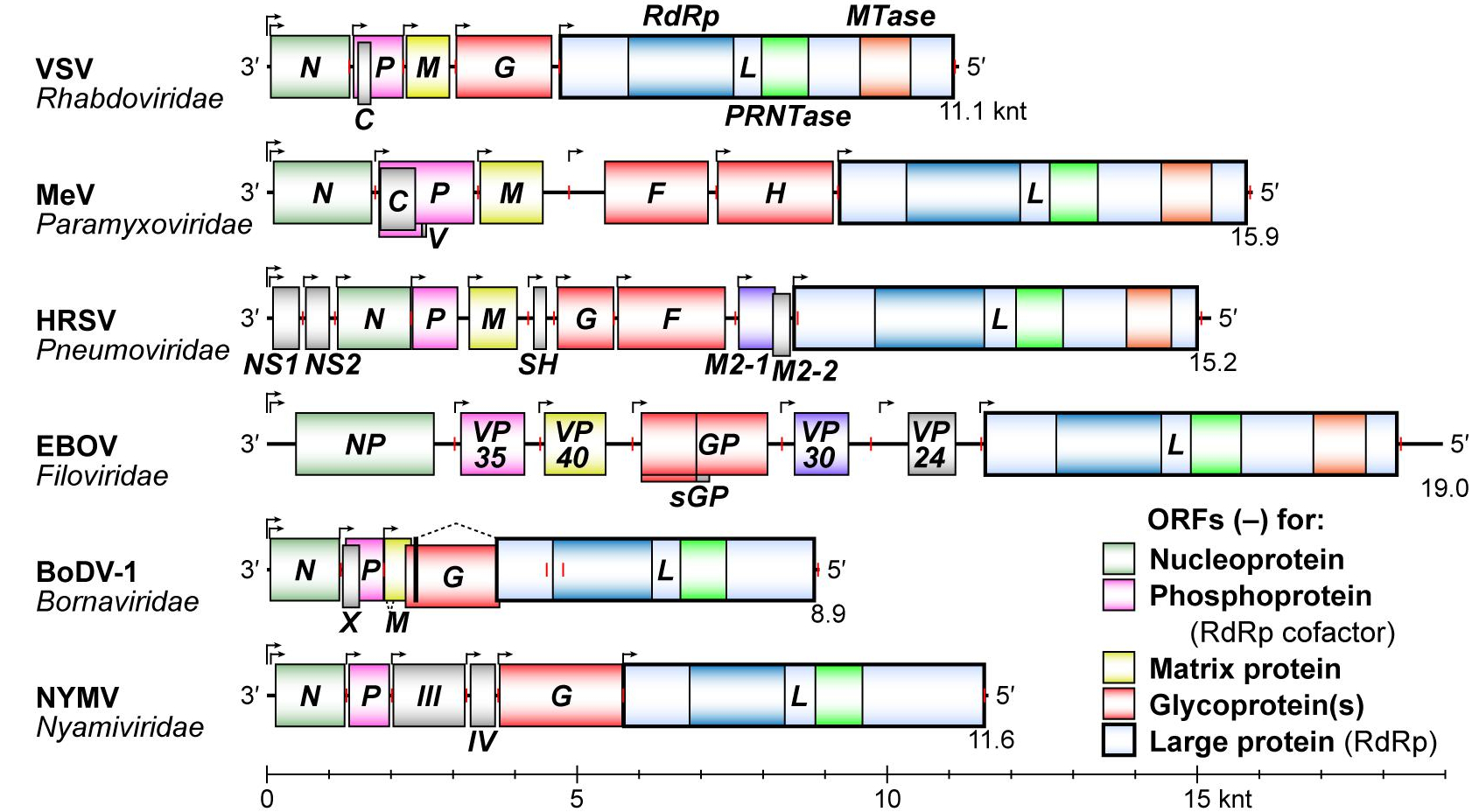
Esquemes de genomes virals d'ARN de cadena negativa no segmentada (NNS). L'organització gènica dels genomes de cadena negativa dels virus típics d'ARN NNS pertanyent a diferents famílies es mostra de 3′ a 5′. Els llocs d'inici i terminació de la transcripció es mostren amb fletxes i línies verticals vermelles, respectivament. Les posicions dels marcs de lectura oberts es mostren mitjançant quadres de colors. A la part inferior es mostra una barra d'escala (knt, quilo nucleòtids).

### Síntesi de proteïna i de genoma
Una vegada que la producció d'ARNm ha començat, el sistema de traducció de la proteïna cel·lular és cooptat per produir proteïnes virals que s'acumulen en el citoplasma. En algun moment, possiblement determinada per la concentració de la proteïna de la nucleocàspsid, les molècules RDRP transcriure el genoma viral comencen ignorant les seqüències de la bretxa entre els gens i produeixen de llarga durada, antigenomes de cadena positiva. Aquests al seu torn es transcriuen en les còpies del genoma viral de cadena negativa.

### Assemblatge i sortida
Les proteïnes i genomes virals recentment sintetitzades s'autoassemblen i s'acumulen prop de l'interior de la membrana cel·lular. Els virions broten fora de la cèl·lula, l'obtenció d'un sobre de la membrana cel·lular quan surten. La nova partícula viral infecta a una altra cèl·lula per repetir el cicle.

## Editant l'ARN
L'edició d'ARN és un mecanisme utilitzat per alguns membres de mononegavirales per produir múltiples proteïnes d'un sol gen. Això ocorre quan l'enzim RDRP insereix residus extra en l'ARNm se sintetitza. Les proteïnes i genomes virals recentment sintetitzades s'autoassemblen i s'acumulen prop de l'interior de la membrana cel·lular. Els virions brot fora de la cèl·lula, l'obtenció d'un sobre de la membrana cel·lular quan surten. La nova partícula viral infecta a una altra cèl·lula per repetir el cicle, l'alteració de la seqüència d'aminoàcids codificada per l'ARNm.

## Evolució
Igual que amb altres virus d'ARN que no tenen un intermedi d'ADN, els membres dels mononegavirales són capaços d'evolucionar a un ritme ràpid a causa de l'absència de la capacitat de correcció de lectura en l'enzim RDRP. Una alta taxa de mutació es produeix en la producció de nous genomes (fins a 1 per 1000 bases).